# 止まっていた時計が今動き出した
『止まっていた時計が今動き出した』（とまっていたとけいがいまうごきだした）はZARDの10枚目のオリジナルアルバム。

## 内容
ZARDの10枚目のオリジナルアルバム。オリジナルアルバムとしては2001年発売の『時間の翼』以来、3年ぶりという長いブランクを経て発売された。本作はまさに『復活』の狼煙を上げるという意味を込めてのタイトルであったが、この後に製作されるアルバムは結果的に僅か1枚だけとなった。
タイトル曲の作曲をGARNET CROWの中村由利が手がけるなど新しい試みも行われた。また、シングルのカップリング曲が1曲も収録されなかったのは95年に発売された6thアルバム『forever you』以来であった。
ZARDのオリジナルアルバムの中でカバー曲を一切収録していないのは2ndアルバム『もう探さない』、3rdアルバム『HOLD ME』とこのアルバムだけであり、本作と次作『君とのDistance』はアルバムオリジナル曲が比較的多くなっている。
このアルバムの発売後に初の全国ツアー「What a beautiful moment」を行っているためか、演奏曲は本作収録曲も多い。
『君とのDistance』に収録されている「I can't tell」（作曲：栗林誠一郎、編曲：葉山たけし）は、当初は小林哲の編曲でこのアルバムに収録予定で公表されていたが、直前で収録が見送られた。
織田哲郎の曲が収録されていない唯一のオリジナルアルバムである。

## 収録曲
| 全作詞: 坂井泉水。 |                                       |          |            |                            |
| #                  | タイトル                              | 作詞     | 作曲       | 編曲                       |
| 1.                 | 「明日を夢見て」                      | 坂井泉水 | 大野愛果   | 小林哲                     |
| 2.                 | 「時間の翼」                          | 坂井泉水 | 大野愛果   | 小林哲                     |
| 3.                 | 「もっと近くで君の横顔見ていたい」    | 坂井泉水 | 大野愛果   | 池田大介                   |
| 4.                 | 「pray」                              | 坂井泉水 | 徳永暁人   | 小林哲                     |
| 5.                 | 「出逢いそして別れ」                  | 坂井泉水 | 春畑道哉   | 春畑道哉・池田大介         |
| 6.                 | 「止まっていた時計が今動き出した」    | 坂井泉水 | 中村由利   | 徳永暁人                   |
| 7.                 | 「瞳閉じて」                          | 坂井泉水 | 大野愛果   | 徳永暁人                   |
| 8.                 | 「さわやかな君の気持ち (Album Ver.)」 | 坂井泉水 | 徳永暁人   | Dr.Terachi・Pierrot Le Fou |
| 9.                 | 「愛であなたを救いましょう」          | 坂井泉水 | 栗林誠一郎 | 明石昌夫                   |
| 10.                | 「天使のような笑顔で」                | 坂井泉水 | 大野愛果   | 徳永暁人                   |
| 11.                | 「悲しいほど 今日は雨でも」           | 坂井泉水 | 大野愛果   | 小林哲                     |

## 楽曲解説
1. 明日を夢見て
35thシングル。
アルバムバージョンで、シングルよりバックの音が僅かだが強調されている。
2. 時間の翼
前作の表題曲で未完成だった曲の完成版。編曲家が小林哲に変わり、キーも半音下がっている。2008年発売のベストアルバム『ZARD Request Best 〜beautiful memory〜』では投票28位にランクインし収録される。このパターン（徳永→小林への変更）は明日を夢見てと同じ。
オリジナルカラオケの音盤化はされていなかったが、2018年2月21日発売「ZARD CD＆DVD COLLECTION　第27号　Oh my love」の付属CDにて初音盤化された。
3. もっと近くで君の横顔見ていたい
37thシングルの表題曲。
シングルとは若干ミックスが異なる。
4. pray
アルバム発売後の初ライブツアー「What a beautiful moment」のアンコールでも歌われた。
5. 出逢いそして別れ
全体的にオリエンタル調のアレンジがなされている。相手に向けての言葉を言っている。「Just believe in love」以来9年振りとなるTUBEの春畑道哉作曲。
6. 止まっていた時計が今動き出した
今作の表題曲。
テレビ朝日系ドラマ『異議あり!女弁護士大岡法江』の主題歌。ライブツアーでも歌われた。
セレクションアルバム『Brezza di mare 〜dedicated to IZUMI SAKAI〜』にも収録され、2025年発売『ZARD Best Request 〜35th Anniversary〜』にも投票29位にランクインし収録された。
作曲を担当したGARNET CROWの中村由利にとっては唯一の提供曲であったが、大変思い入れの強い曲となり、2007年のZARD追悼ライブ、2009年の大阪公演で、この曲を歌った。また中村はこの3年後にラストレコーディングシングル「グロリアス マインド」でもコーラスで参加した。
アルバム収録曲だったため、オリジナルカラオケの音盤化はされていなかったが、2017年8月23日発売「ZARD CD＆DVD COLLECTION　第14号　止まっていた時計が今動き出した」の付属CDにて初音盤化された。
7. 瞳閉じて
36thシングルの表題曲。
坂井は「この曲を聴いて「今日も一日元気を出そう」と思って貰えたら嬉しい」とコメントしている。
8. さわやかな君の気持ち (Album Ver.)
34thシングルの表題曲。
今回の収録で大幅にロック調に、キーも半音（E調→♭E調）低く修正。打ち込み主体のZARDの楽曲では珍しく、生音のドラムが使用されている。
アレンジャーのDr.Terachiは寺地秀行、Pierrot Le Fouは窪田博之である。
9. 愛であなたを救いましょう
息もできないと同時期に制作された、栗林誠一郎作曲のストックである。
編曲を手がけた明石は、この楽曲を大阪でレコーディングしたことに対して、かなりの不満を抱いていた。
坂井が黒いシャツを着て歌う姿を収録したビデオクリップが制作された。
10. 天使のような笑顔で
本作では最も短い曲で、4分足らずで終わってしまう。事前告知では編曲は小林哲だった。
11. 悲しいほど 今日は雨でも
元々この曲はボサノヴァ調のアレンジで、歌詞もゆったりした内容を書く予定だったが、アレンジと共に詞の方向性も変わった。アルバムの最後にバラード以外の楽曲が来るのは本作が初めてで、唯一となっている。

## 参加ミュージシャン
ZARD
- 坂井泉水：Vocal (全曲)、Background Vocals (#9,10)

Guest Musicians
- 小林哲：Programming (#1,2,4,11)
- 池田大介：Programming (#3,5)
- Dr.Terachi & Pierrot Le Fou：Programming (#8)
- 明石昌夫：Programming (#9)
- 大賀好修：Additional Guitars (#1,2,4,11)
- 徳永暁人：Programming & Additional Guitars & Bass (#6,7,10)、Background Vocals (#4,8)
- 増崎孝司：Additional Guitars (#8,9)
- 小澤正澄：Additional Guitars (#3)
- 春畑道哉：Additional Guitars (#5)
- 寺尾広：Additional Keyboards (#1)
- 小野塚晃：Additional Keyboards (#8)
- 車谷啓介：Electric Percussion (#3)
- 勝田一樹：Saxophone (#7)
- 大田紳一郎：Background Vocals (#2,5,7,9,10)
- 吉田朋代：Background Vocals (#2,5,8,11)
- 大野愛果：Background Vocals (#1,3,7)
- 安達昇：Background Vocals (#1)
- 福田和希：Background Vocals (#1)
- 中村由利：Background Vocals (#6)
- 岩井勇一郎：Background Vocals (#11)